# Echthodopa pubera
Echthodopa pubera là một loài ruồi trong họ Asilidae. Echthodopa pubera được Loew miêu tả năm 1866. Loài này phân bố ở vùng Tân Bắc giới.